# Limnonectes fastigatus
Limnonectes fastigatus — вид жаб родини Dicroglossidae. Описаний у 2020 році.

## Поширення
Ендемік Камбоджі. Поширений на північному сході країни.